# Hellerjev oltar
Hellerjev oltar je bil oljni triptih na plošči nemških renesančnih umetnikov Albrechta Dürerja in Matthiasa Grünewalda, ki sta ga ustvarila med letoma 1507 in 1509. Umetniško delo je dobilo ime po Jakobu Hellerju, ki ga je naročil. Dürer je poslikal notranjost, Grünewald pa zunanjost.
Leta 1615 je Dürerjev kopist Jobst Harrich naslikal dvojnik, ki je zdaj v Städelu v Frankfurtu. Stranske plošče, ki jih je izdelala Dürerjeva delavnica po njegovih risbah, so v Staatliche Kunsthalle v Karlsruheju.

## Zgodovina
Sliko je naročil frankfurtski trgovec Jakob Heller za dominikansko cerkev v mestu. Leta 1615 je bila osrednja plošča, edina, ki jo je naslikal sam Dürer, prodana Maksimilijanu I. Bavarskemu; naročena je bila kopija, ki je nadomestila original na njenem mestu pri glavnem oltarju cerkve. Osrednja plošča je bila uničena v požaru v Münchnu leta 1729. Znana risba dveh molečih rok v Albertini na Dunaju je študija enega od apostolov na osrednji plošči.
Stranske plošče, ki so jih izdelali Dürerjevi pomočniki, so dokončali še štirje, naročeni Matthiasu Grünewaldu leta 1510. Stranske plošče so bile ločene v 18. stoletju, vsaka od obeh plošč, ki ju sestavljata, pa je bila ločena leta 1804.

## Opis
Osrednja plošča, ki prikazuje Marijino vnebovzetje in kronanje, je bila morda navdihnjena z Rafaelovim Oddijevim oltarjem. Ni znano, ali je Dürer videl Rafaelovo delo v Perugii med hipotetičnim potovanjem v Rim po bivanju v Benetkah ali pa ga je poznal iz jedkanic ali risb.
Marija je upodobljena, medtem ko jo Sveta Trojica (Jezus na desni, Večni Oče v sredini in zgoraj golob Svetega Duha) krona, obdana z množico kerubov; ta ikonografija je bila takrat priljubljena v severnoevropski umetnosti in je bila uporabljena na primer na plošči Enguerranda Quartona, ki je zdaj v muzeju Louvre (1454). Spodaj, okoli praznega groba, apostoli v osuplih držah opazujejo prizor. Dürer je v ozadju dodal avtoportret, poleg tabele s svojim podpisom in datumom.
Notranje stranske plošče so po Dürerjevih risbah poslikali asistenti. Na levi je Mučeništvo svetega Jakoba; spodaj je prikazan Jacob Heller, ki kleči v niši s svojim grbom. Na desni je Mučeništvo svete Katarine Aleksandrijske z darovalčevo ženo Katarino von Melem. Izbira svetnikov je bila povezana z imenoma obeh donatorjev.
Zunanje plošče so bile naslikane v grizaj tehniki, pri čemer je sodeloval tudi mladi Matthias Grünewald. Vključujejo osem upodobitev svetnikov; ena, sv. Lovrenc, je podpisana z MGN. Sv. Ciriakus je upodobljen med izganjanjem hudiča Artemije, hčere rimskega cesarja Dioklecijana. V roki drži knjigo z izganjalno formulo: »: AVCTORITATE DOMINI NOSTRI IHSVXPHISTI EXORCIZO TE PER ISTA TRIA NOMINA EDXAI EN ONOMATI GRAMMATON IN NOMINE PATRIS ET FILII ET SPIRITVS SANCTI AMEN«.